# Marigna-sur-Valouse
Marigna-sur-Valouse ist eine  französische Gemeinde im Département Jura in der Region Bourgogne-Franche-Comté. Sie gehört zum Arrondissement Lons-le-Saunier und zum Kanton Moirans-en-Montagne.

## Geografie
Marigna-sur-Valouse wird vom Valouson, einem kleinen rechten Nebenfluss der Valouse, durchquert.
Die Gemeinde grenzt
- im Norden an Nancuise,
- im Osten an Chambéria,
- im Südosten an Valzin en Petite Montagne mit Savigna und Chatonnay,
- im Süden an La Boissière,
- im Westen an Montrevel und Monnetay.

## Weblinks

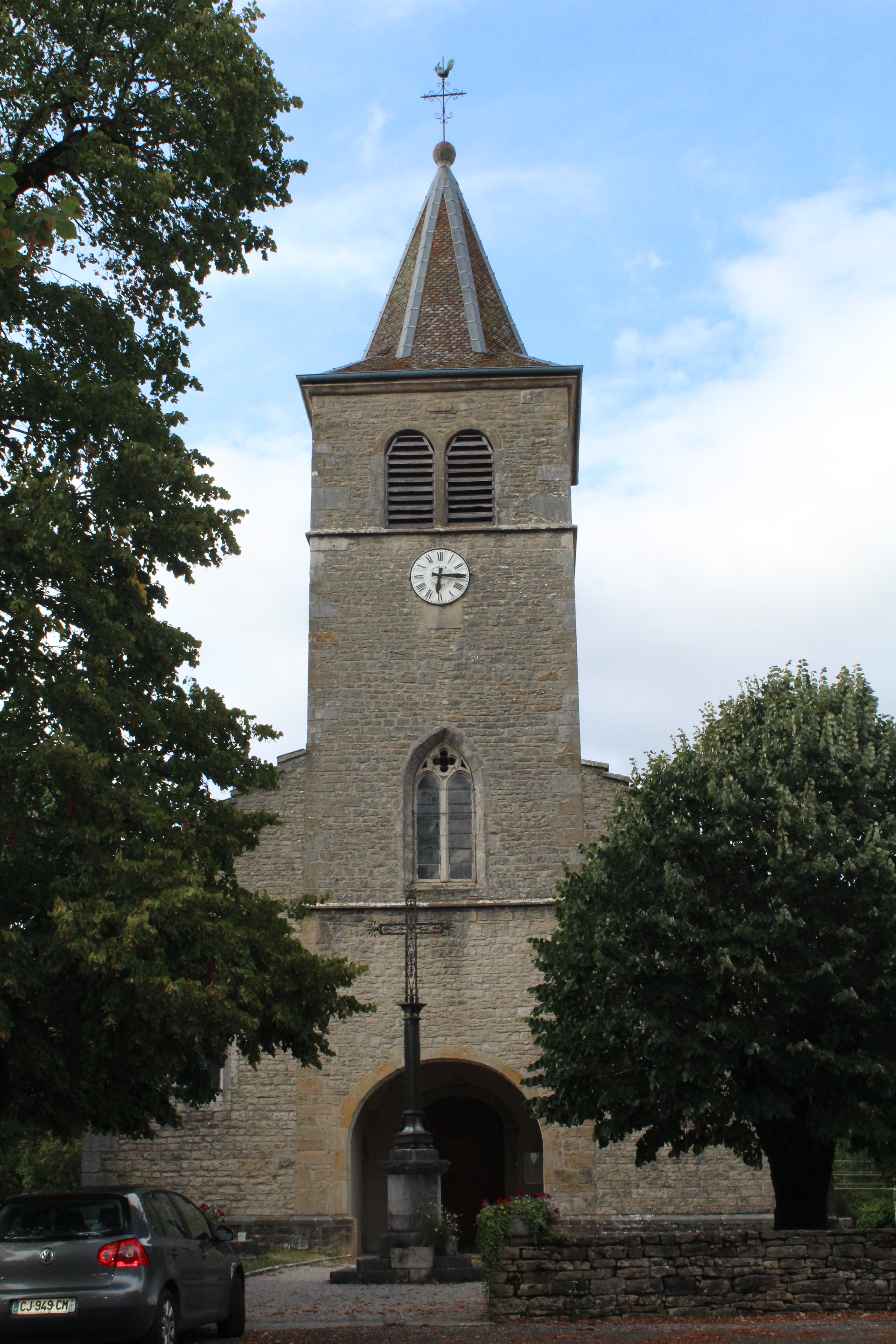
Kirche Saint-Sébastien

## Bevölkerungsentwicklung
| Jahr                       | 1962 | 1968 | 1975 | 1982 | 1990 | 1999 | 2008 | 2017 |
| Einwohner                  | 111  | 97   | 84   | 82   | 87   | 81   | 105  | 116  |
| Quellen: Cassini und INSEE |      |      |      |      |      |      |      |      |